# Höri
Höri (toponimo tedesco) è un comune svizzero di 2 706 abitanti del Canton Zurigo, nel distretto di Bülach.

## Società

### Evoluzione demografica
L'evoluzione demografica è riportata nella seguente tabella:
Abitanti censiti

## Infrastrutture e trasporti
Höri è servito dall'omonima stazione sulla ferrovia Oerlikon-Bülach.

## Amministrazione
Ogni famiglia originaria del luogo fa parte del cosiddetto comune patriziale e ha la responsabilità della manutenzione di ogni bene ricadente all'interno dei confini del comune.